# Saint-Sulpice (Nièvre)
Pour les articles homonymes, voir Saint-Sulpice.
Saint-Sulpice (Saint-Spi en nivernais), anciennement Saint-Sulpice-aux-Amognes, est une commune française située dans le département de la Nièvre, en région Bourgogne-Franche-Comté.

## Géographie

### Villages, hameaux, lieux-dits, écarts
Liste non exhaustive : le Bourg - l'Arbrisseau - Belins - les Billebaults -la Brossarderie - les Bourbons - le Chagniat - Chébriat - la Forêt - Forges - le Grand Moulin - le Grand Doué - Guillemenots - la Motte - le Mont - les Folies - les Frébaults - les Pelées - les Quoys - Machigny - Mauboux - Mantelet - Méhard - Nanton - Talou.

### Climat
Pour des articles plus généraux, voir Climat de la Bourgogne-Franche-Comté et Climat de la Nièvre.
En 2010, le climat de la commune est de type climat océanique dégradé des plaines du Centre et du Nord, selon une étude du Centre national de la recherche scientifique s'appuyant sur une série de données couvrant la période 1971-2000. En 2020, Météo-France publie une typologie des climats de la France métropolitaine dans laquelle la commune est exposée à un climat océanique altéré et est dans la région climatique  Centre et contreforts nord du Massif Central, caractérisée par un air sec en été et un bon ensoleillement.
Pour la période 1971-2000, la température annuelle moyenne est de 10,9 °C, avec une amplitude thermique annuelle de 15,9 °C. Le cumul annuel moyen de précipitations est de 902 mm, avec 12,7 jours de précipitations en janvier et 8,1 jours en juillet. Pour la période 1991-2020, la température moyenne annuelle observée sur la station météorologique de Météo-France la plus proche, « Ourouer », sur la commune de Vaux d'Amognes à 3 km à vol d'oiseau, est de 11,3 °C et le cumul annuel moyen de précipitations est de 889,3 mm. 
La température maximale relevée sur cette station est de 41,5 °C, atteinte le 7 août 2003 ; la température minimale est de −13,5 °C, atteinte le 1er mars 2005,,.
Les paramètres climatiques de la commune ont été estimés pour le milieu du siècle (2041-2070) selon différents scénarios d'émission de gaz à effet de serre à partir des nouvelles projections climatiques de référence DRIAS-2020. Ils sont consultables sur un site dédié publié par Météo-France en novembre 2022.

## Urbanisme

### Typologie
Au 1er janvier 2024, Saint-Sulpice est catégorisée commune rurale à habitat dispersé, selon la nouvelle grille communale de densité à sept niveaux définie par l'Insee en 2022.
Elle est située hors unité urbaine. Par ailleurs la commune fait partie de l'aire d'attraction de Nevers, dont elle est une commune de la couronne,. Cette aire, qui regroupe 93 communes, est catégorisée dans les aires de 50 000 à moins de 200 000 habitants,.

### Occupation des sols
L'occupation des sols de la commune, telle qu'elle ressort de la base de données européenne d’occupation biophysique des sols Corine Land Cover (CLC), est marquée par l'importance des territoires agricoles (56,5 % en 2018), une proportion identique à celle de 1990 (56,5 %). La répartition détaillée en 2018 est la suivante : forêts (43,5 %), prairies (34,3 %), terres arables (22,2 %). L'évolution de l’occupation des sols de la commune et de ses infrastructures peut être observée sur les différentes représentations cartographiques du territoire : la carte de Cassini (XVIIIe siècle), la carte d'état-major (1820-1866) et les cartes ou photos aériennes de l'IGN pour la période actuelle (1950 à aujourd'hui).

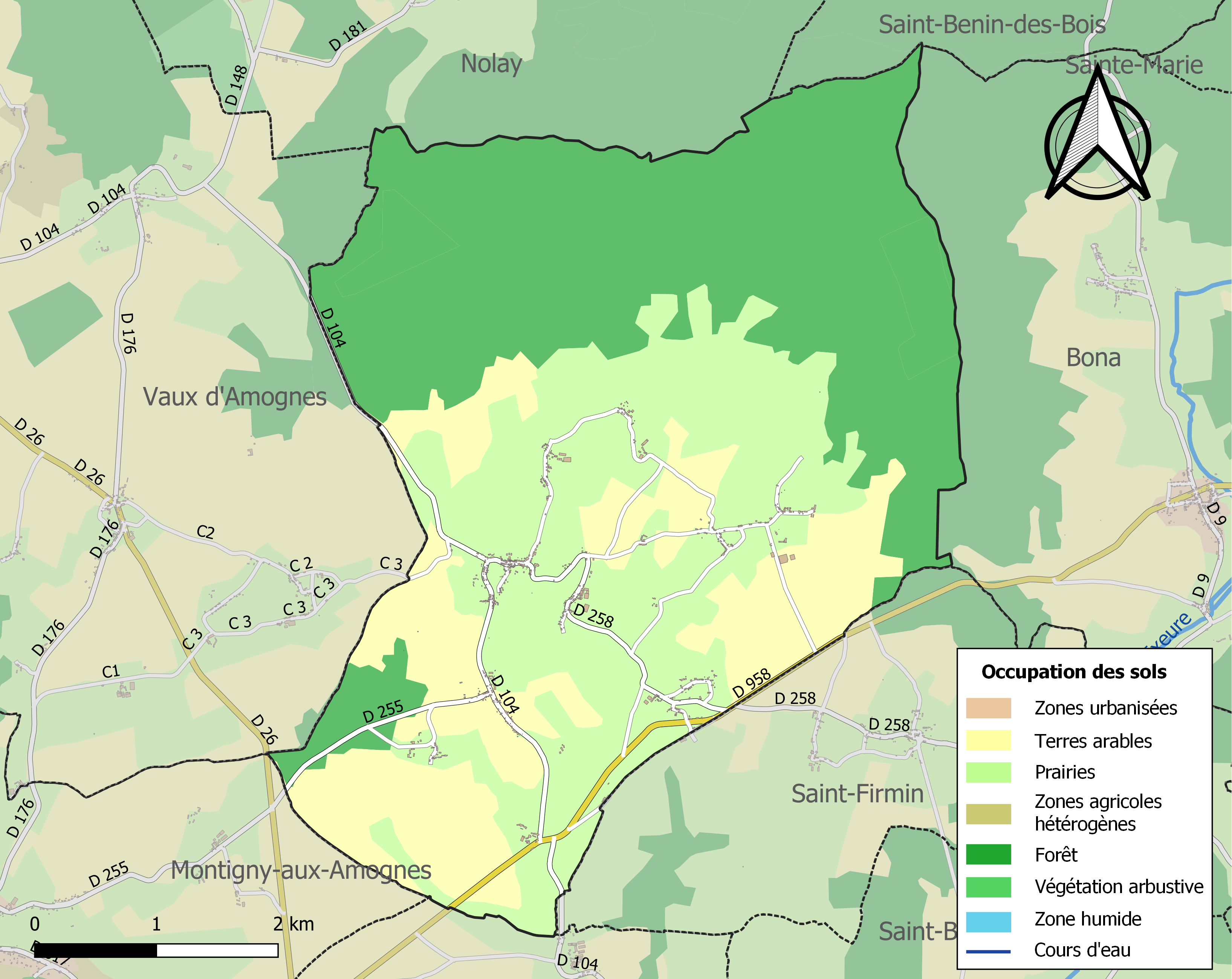
Carte des infrastructures et de l'occupation des sols de la commune en 2018 (CLC).

## Histoire
Les Romains construisirent la voie romaine allant de Nevers à Alluy, dont ne subsiste que quelques tronçons vers Sury à Saint-Jean-aux-Amognes et le lieu-dit la Forêt sur la commune.
Au Moyen Âge, un petit prieuré est fondé au XIe siècle à l'emplacement de l'église. Ce monastère dépendant du prieuré de La Charité-sur-Loire (donc de l'abbaye de Cluny) était assez modeste (un seul moine devant résider avec le prieur selon les statuts de l'Ordre) et semblait s'intégrer dans le château de Saint-Sulpice ; que l'on appelait à l'époque Saint-Sulpice-le-Châtel.
Au cours de la période révolutionnaire de la Convention nationale (1792-1795), la commune porta le nom de Roche-la-Montagne.

## Politique et administration
| Période                                  | Période   | Identité                    | Étiquette | Qualité                         |
| ---------------------------------------- | --------- | --------------------------- | --------- | ------------------------------- |
|                                          |           | Jean Barthélemot de Sorbier |           | Maire en 1825, général d'Empire |
|                                          |           |                             |           |                                 |
| avant 1981                               | ?         | Jehan Régnery               |           |                                 |
| mars 2001                                | mars 2008 | Annick Aust                 |           |                                 |
| 2014                                     | En cours  | Jean-Luc Cottenot           |           |                                 |
| Les données manquantes sont à compléter. |           |                             |           |                                 |

## Démographie

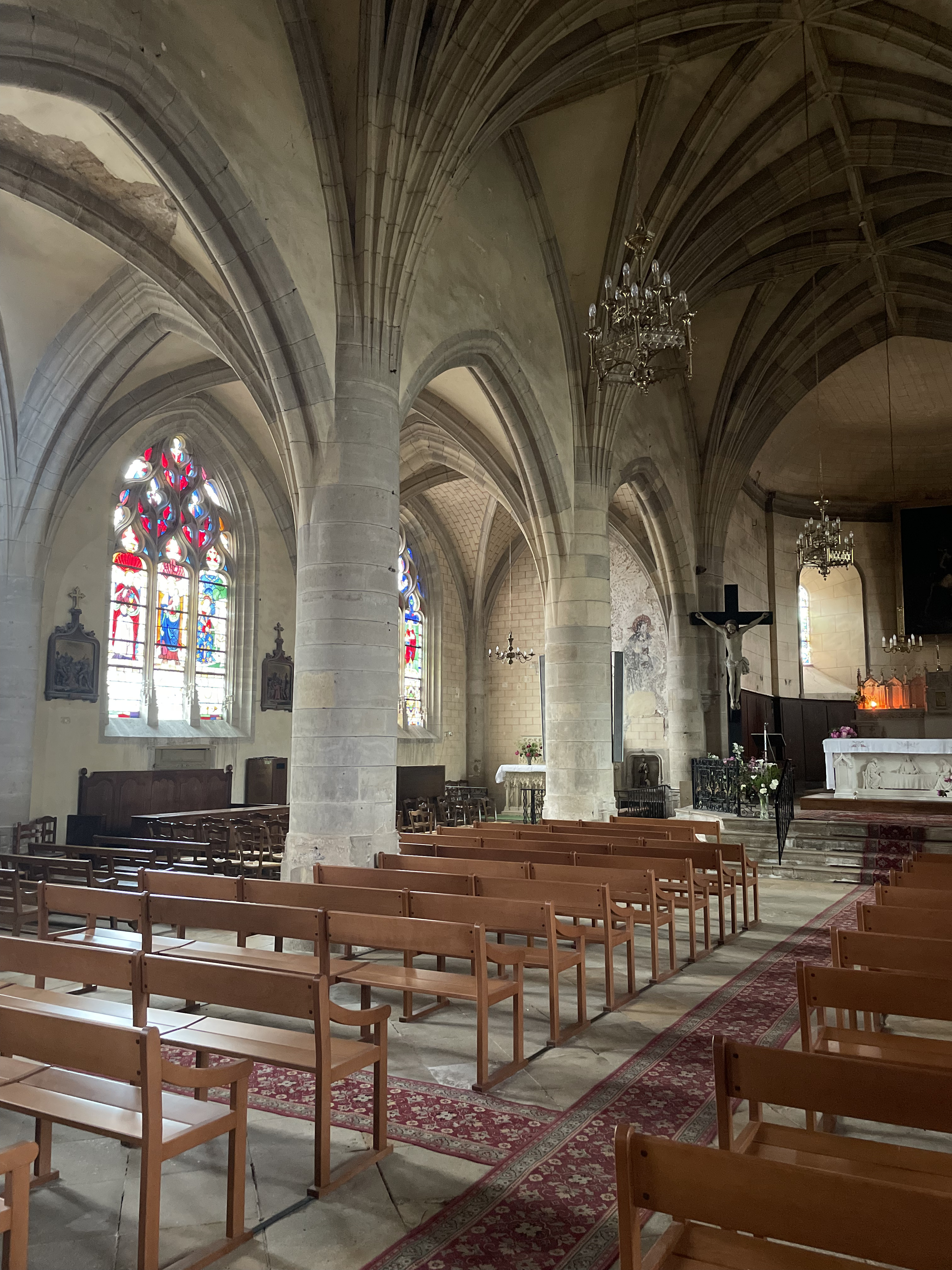
Intérieur de l'Église de Saint-Sulpice

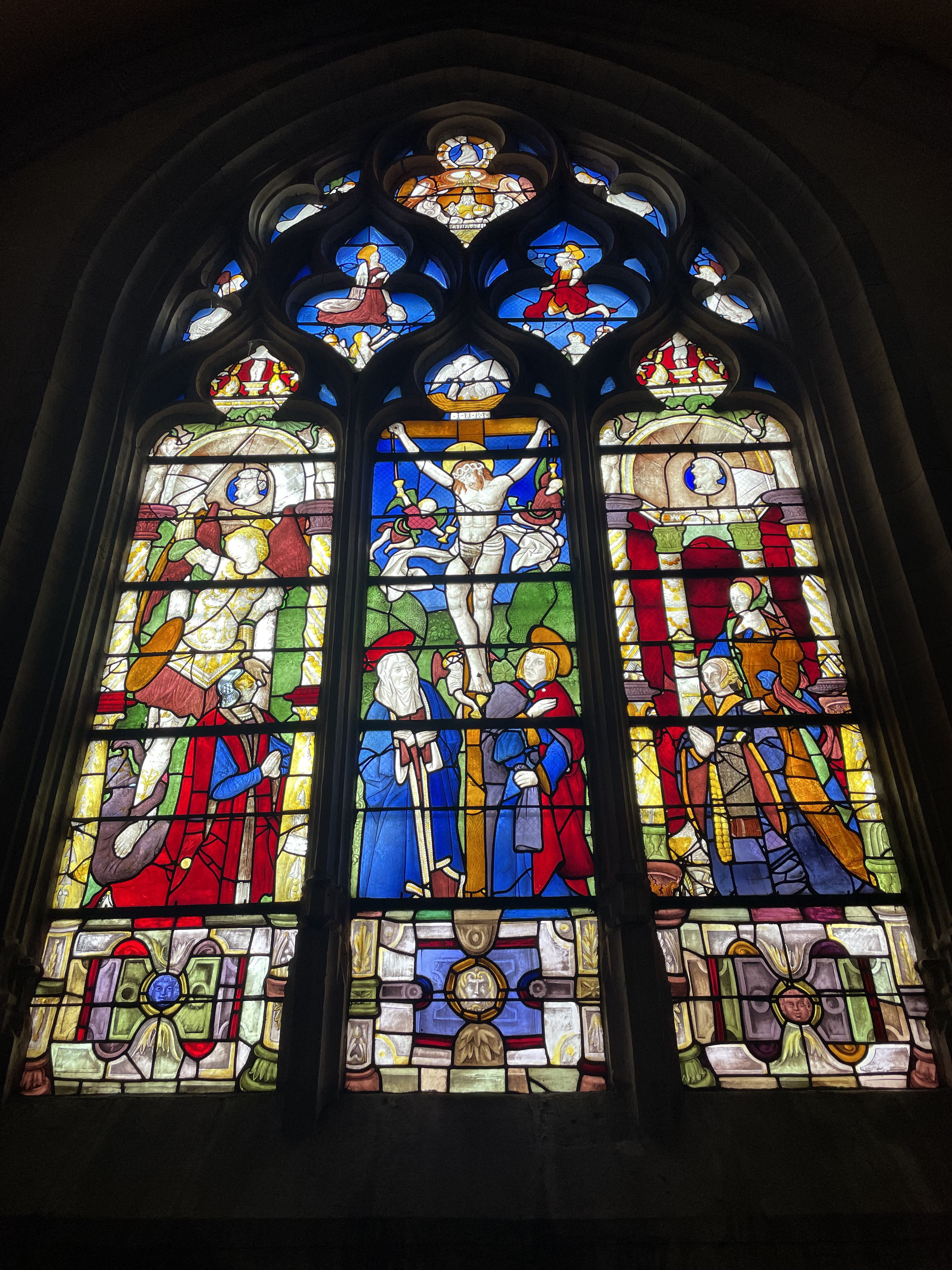
Vitrail de la Cruxification

L'évolution du nombre d'habitants est connue à travers les recensements de la population effectués dans la commune depuis 1793. Pour les communes de moins de 10 000 habitants, une enquête de recensement portant sur toute la population est réalisée tous les cinq ans, les populations de référence des années intermédiaires étant quant à elles estimées par interpolation ou extrapolation. Pour la commune, le premier recensement exhaustif entrant dans le cadre du nouveau dispositif a été réalisé en 2005.

En 2022, la commune comptait 418 habitants, en évolution de +2,2 % par rapport à 2016 (Nièvre : −3,28 %, France hors Mayotte : +2,11 %).
| 1793 | 1800 | 1806 | 1821 | 1831 | 1836 | 1841 | 1846  | 1851  |
| ---- | ---- | ---- | ---- | ---- | ---- | ---- | ----- | ----- |
| 922  | 837  | 692  | 947  | 932  | 966  | 966  | 1 021 | 1 083 |

| 1856  | 1861  | 1866  | 1872  | 1876  | 1881  | 1886 | 1891 | 1896 |
| ----- | ----- | ----- | ----- | ----- | ----- | ---- | ---- | ---- |
| 1 061 | 1 067 | 1 110 | 1 069 | 1 086 | 1 105 | 995  | 928  | 918  |

| 1901 | 1906 | 1911 | 1921 | 1926 | 1931 | 1936 | 1946 | 1954 |
| ---- | ---- | ---- | ---- | ---- | ---- | ---- | ---- | ---- |
| 814  | 817  | 740  | 610  | 612  | 561  | 491  | 519  | 447  |

| 1962 | 1968 | 1975 | 1982 | 1990 | 1999 | 2005 | 2006 | 2010 |
| ---- | ---- | ---- | ---- | ---- | ---- | ---- | ---- | ---- |
| 432  | 405  | 330  | 338  | 407  | 433  | 469  | 469  | 453  |

| 2015 | 2020 | 2022 | - | - | - | - | - | - |
| ---- | ---- | ---- | - | - | - | - | - | - |
| 415  | 420  | 418  | - | - | - | - | - | - |

## Culture locale et patrimoine

### Lieux et monuments
- Château de la Motte ;
- Château de Machigny ;
- Château de La Forêt, dit Le Logis, construit par Hugues de Montigny, vicomte de Nevers ;
- Eglise de Saint-Sulpice, transept et clocher du XIIe siècle. Reconstruite de 1890 à 1893 avec une nef dans le même style à l'est du transept, là ou se trouvait le chevet de l'édifice précédent, dont la nef était située à l'opposé. Le clocher est inscrit monument historique[18]. Groupe de bois sculpté polychrome représentant le baptême du Christ.

### Personnalités liées à la commune
- Jean-Claude Flamen d'Assigny (1741-1827), seigneur de La Motte, agronome et politicien ;
- Baptiste Claude Languinier, (1731-1811), notaire royal, arpenteur des Eaux et Forêts de la maîtrise royale de Nevers, député pour le tiers-état aux État généraux de 1789, propriétaire du château de La Forêt ;
- Jean Barthélemot de Sorbier (1762-1827), général français de la Révolution et de l'Empire, mort dans cette commune ;